# Monts Jura
Os Monts Jura - literalmente Montes Jura - são um anticlinal do maciço do Jura entre França e Suíça e que tem como ponto culminante o Crêt de la Neige a 1 720 m . 

A zona faz parte do parque natural regional do Alto-Jura desde 1993.

## Situação
O anticlinal está delimitado a norte pelo colo da Givrine no cantão de Vaud e a sul pela barreira montanhosa do Ródano, entre este anticlinal e a montanha Vuache no departamento francês de l'Ain.
Os Montes Jura, propriamente ditos, estão situados como já se disse no maciço do Jura entre o Vale da Valserine e a bacia Lemânica.

## Cumes
Os cimos estão compreendidos entre o Crêt de la Neige (Ain, França) com 1 720 m e La Barillette (Vaud, Suíça) com 1 528 m.

## Colos
Uma série de colos passam pelos montes Jura como o Passo do Chasseral a 1 502 m e o Passo des Étroits a 1 152 m.

## Desporto
Monts Jura é o nome porque são conhecidas várias estações de esqui que se encontram nesta região como as La Faucille de Saint-Cergue, do colo da Givrine e as de La Dôle. 
Paralelamente também aqui se pratica o BTT ou caminhadas na montanha.
Perto do Colo da Faucille fica a estação de esqui de fundo de La Vattay.

## Galeria

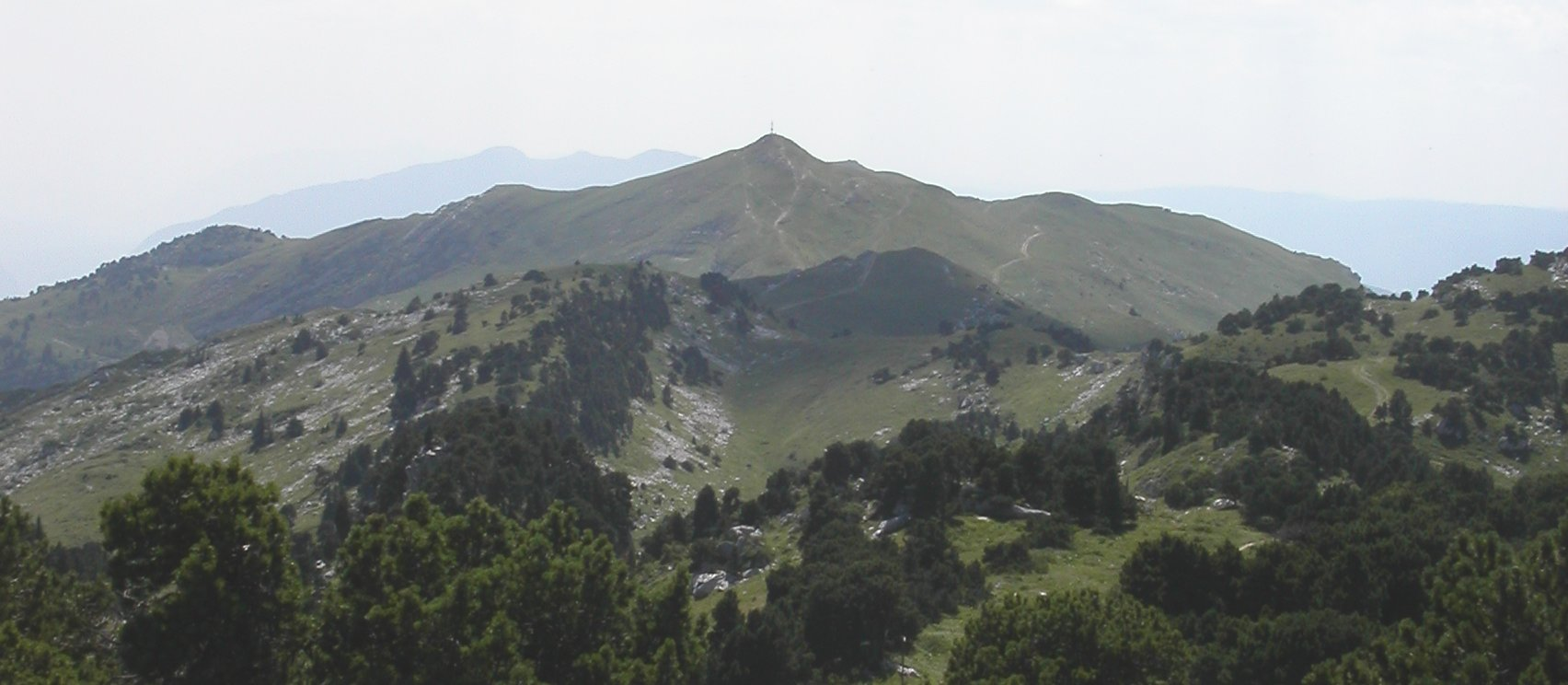
Cume do Reculet
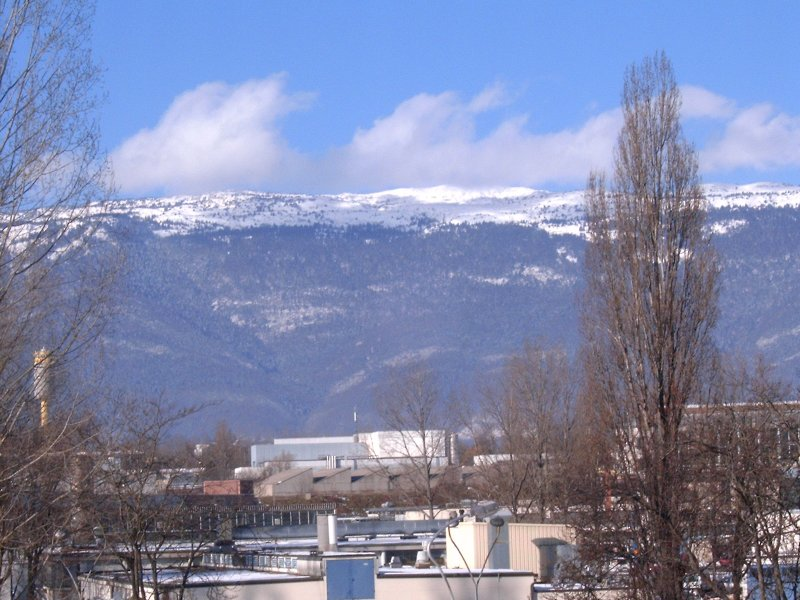
Vista sobre o Montes Jura a partir do CERN
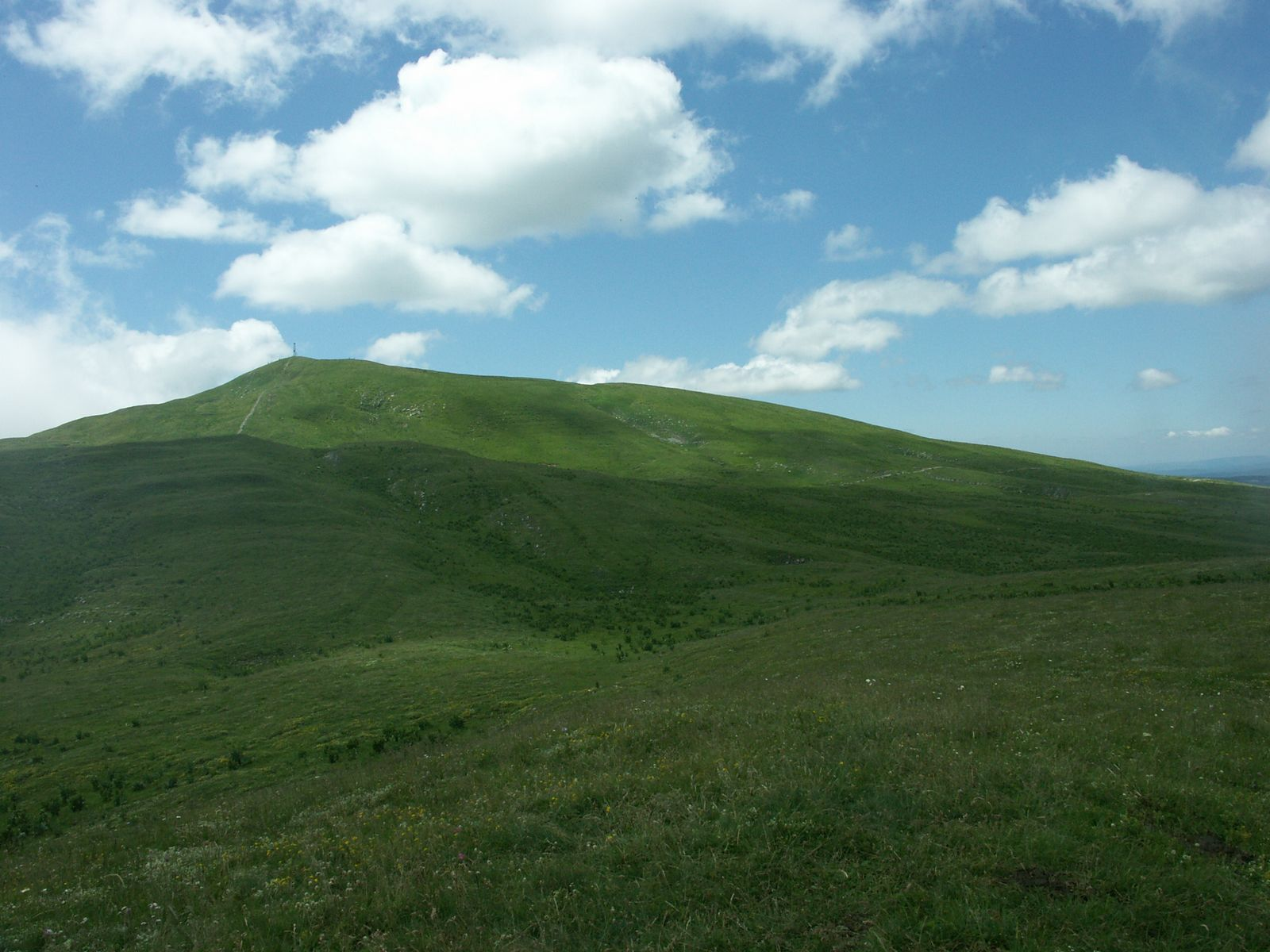
Vista sobre o Colomby de Gex
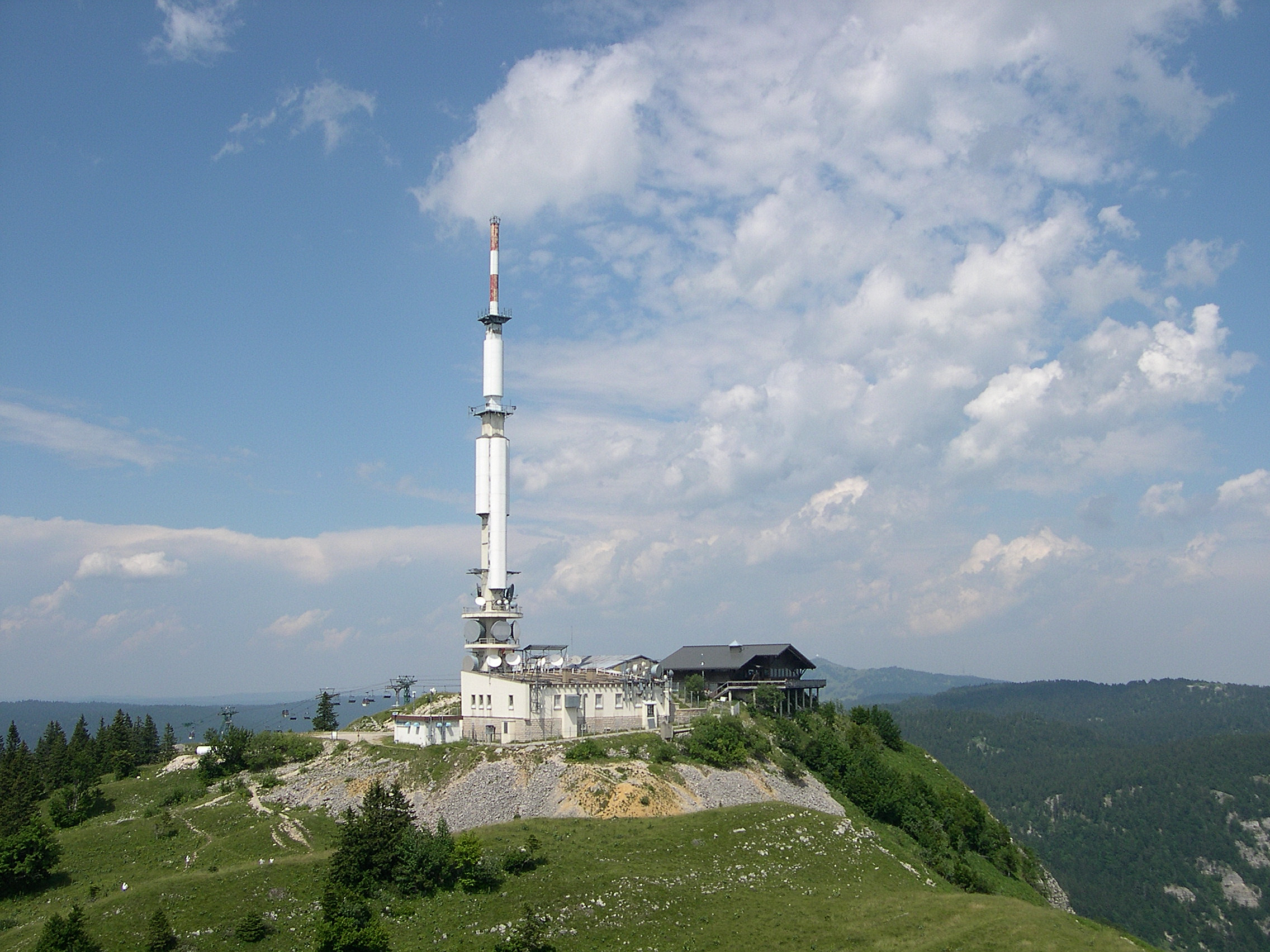
Centro de telecomunicações no Petit Mond Rond